# John Kocinski
John Kocinski (Little Rock, 20 marzo 1968) è un pilota motociclistico statunitense ritiratosi dalle competizioni.
Vincitore del campionato del mondo della classe 250 nel 1990 e del mondiale Superbike nel 1997, primo pilota nella storia del motociclismo sportivo a vincere un titolo iridato sia con motociclette prototipo, sia con quelle derivate dalla produzione di serie.

## Carriera
Nato in una famiglia di origine polacca, a soli quattro anni comincia a guidare le minimoto, attirando l'attenzione di Kenny Roberts, che all'inizio degli anni ottanta lo iscrive a vari campionati dilettantistici. Nel 1981 diviene campione nazionale della classe 125 con la Yamaha, ottenendo anche la seconda piazza nella 250 con la stessa casa motociclistica.
Nel 1982 e nel 1983 trionfa nel campionato AMA amatoriale, pilotando prima una moto privata e poi una Honda. Nel 1985 vince con una Suzuki il campionato nazionale WERA Endurance, riservato alle motociclette di cilindrata pari a 750.

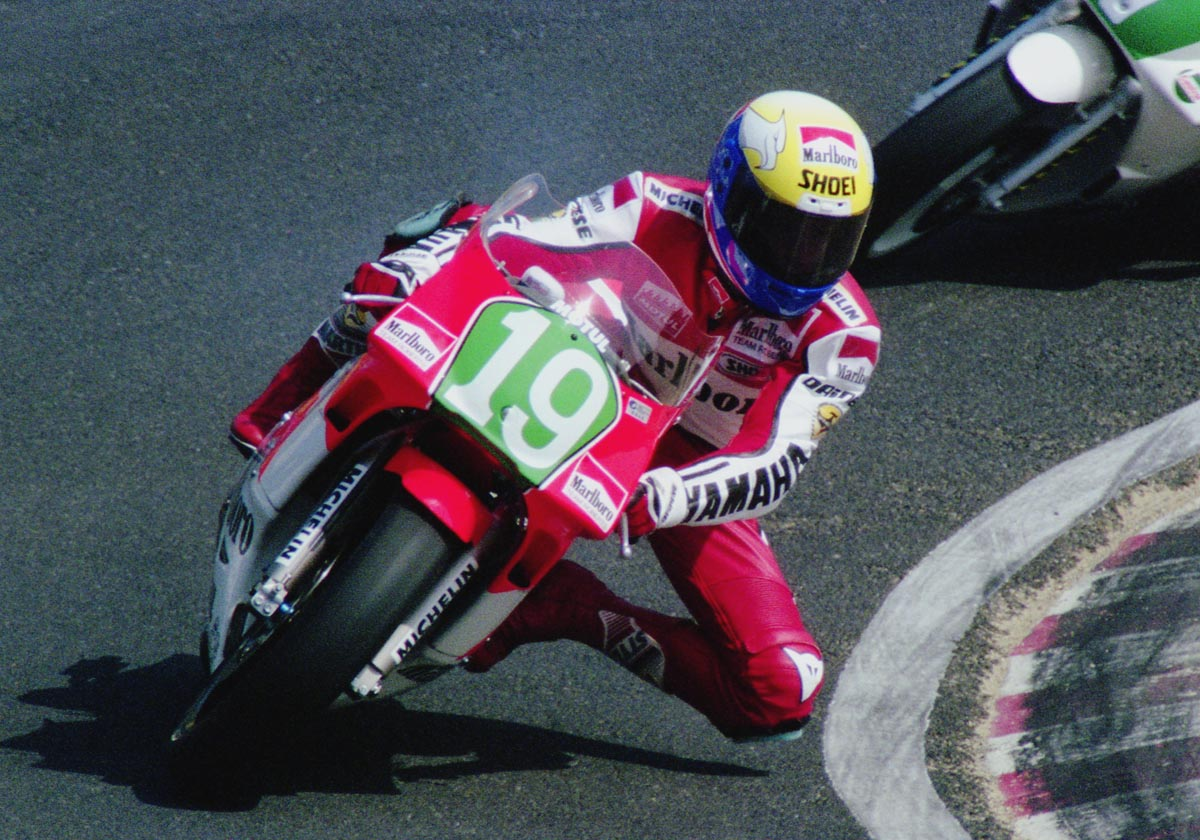
Kocinski su Yamaha YZR 250 a Suzuka nel 1990.

Nel 1988 esordisce nel motomondiale nella 250, facendosi notare nel Gran Premio degli Stati Uniti, in cui ottiene un quarto posto. Nella stagione seguente vince due gare (in Giappone ed ancora negli USA) e come premio la sua squadra gli consente di esordire nella classe regina, la classe 500, nel Gran Premio del Belgio, in cui arriva quinto davanti a piloti con più esperienza quali ad esempio Mick Doohan e Pierfrancesco Chili.
Nel 1990 diviene campione del mondo della 250 a seguito di sette primi posti (nei Gran Premi disputatisi negli Stati Uniti, in Spagna, nei Paesi Bassi, in Belgio, in Ungheria e nel Gran Premio delle Nazioni) e 223 punti iridati raggranellati nella classifica finale. Vinto il titolo in 250, passa alla classe 500.
Al suo primo anno in classe 500 vince il Gran Premio della Malesia, che gli vale il 4º posto nella graduatoria conclusiva. Miglior sorte ha avuto la stagione 1992, in cui ancora una volta vince l'ultima gara del calendario (in questo caso il Gran Premio del Sudafrica) e si piazza in terza posizione al termine dell'anno. Nel 1993 inizia la stagione correndo in classe 250 per la Suzuki e nella seconda parte si trasferisce invece alla Cagiva per correre nuovamente in classe 500, ottenendo una vittoria sul circuito di casa.
Nel 1994 Kocinski ,dopo la vittoria in Australia ed il secondo posto in Malaysia si trova primo in classifica, ma una netta perdita di potenziale della sua Cagiva C594 gli impedisce di lottare per il vertice, chiudendo la stagione sul gradino più basso del podio dietro Doohan e Luca Cadalora. La delusione lo convince ad abbandonare il motomondiale per dedicarsi al campionato mondiale Superbike, dove nel 1996 arriva terzo con una Ducati 916 del team ufficiale Ducati Corse.
L'anno seguente è invece campione grazie al passaggio alla Honda RC45 del team ufficiale Castrol Honda, con cui si aggiudica il mondiale, è stato il primo pilota motociclistico ad aggiudicarsi sia il titolo con i prototipi (classe 250) sia con le derivate di serie. Ritornato nel motomondiale con la stessa casa giapponese, corre nella 500 nel 1998 con il team Pons e nel 1999 con il team Kanemoto, senza tuttavia ottenere risultati apprezzabili, l'ultimo suo podio risale al 23 maggio 1999, giorno in cui nel Gran Premio di Francia arriva dietro ad Àlex Crivillé ma davanti al nipponico Tetsuya Harada.
Nel 2000 torna in patria per correre il campionato AMA Superbike, che concluse al settimo posto. Dal 2001 al 2002 è stato collaudatore per la Yamaha, scuderia che si apprestava ad andare in MotoGP. Poco tempo dopo annuncia il suo ritiro dalle corse.

## Risultati in gara

### Motomondiale

#### Classe 250
| 1988 | Classe | Moto   |   |   |  |  |     |     |  |  |  |  |  |  |  |  |  | Punti | Pos. |
| ---- | ------ | ------ | - | - |  |  | --- | --- |  |  |  |  |  |  |  |  |  | ----- | ---- |
| 1988 | 250    | Yamaha | 5 | 4 |  |  | Rit | Rit |  |  |  |  |  |  |  |  |  | 24    | 19º  |

| 1989 | Classe | Moto   |   |  |   |  |  |  |  |  |  |  |  |  |  |  |  | Punti | Pos. |
| ---- | ------ | ------ | - |  | - |  |  |  |  |  |  |  |  |  |  |  |  | ----- | ---- |
| 1989 | 250    | Yamaha | 1 |  | 1 |  |  |  |  |  |  |  |  |  |  |  |  | 40    | 14º  |

| 1990 | Classe | Moto   |    |   |   |   |   |   |   |   |   |     |     |   |   |   |   | Punti | Pos. |
| ---- | ------ | ------ | -- | - | - | - | - | - | - | - | - | --- | --- | - | - | - | - | ----- | ---- |
| 1990 | 250    | Yamaha | 14 | 1 | 1 | 1 | 3 | 3 | 2 | 1 | 1 | Rit | Rit | 2 | 2 | 1 | 1 | 223   | 1º   |

| 1993 | Classe | Moto   |   |   |   |   |   |    |   |  |  |  |  |  |  |  |  | Punti | Pos. |
| ---- | ------ | ------ | - | - | - | - | - | -- | - |  |  |  |  |  |  |  |  | ----- | ---- |
| 1993 | 250    | Suzuki | 2 | 5 | 9 | 4 | 7 | 12 | 3 |  |  |  |  |  |  |  |  | 80    | 12º  |

| Legenda | 1º posto        | 2º posto            | 3º posto            | A punti      | Senza punti        | Grassetto – Pole position Corsivo – Giro più veloce |
| Legenda | Gara non valida | Non qual./Non part. | Ritirato/Non class. | Squalificato | '-' Dato non disp. | Grassetto – Pole position Corsivo – Giro più veloce |

#### Classe 500
| 1989 | Classe | Moto   |  |  |  |  |  |  |  |  |  |   |  |  |  |  |  |  | Punti | Pos. |
| ---- | ------ | ------ |  |  |  |  |  |  |  |  |  | - |  |  |  |  |  |  | ----- | ---- |
| 1989 | 500    | Yamaha |  |  |  |  |  |  |  |  |  | 5 |  |  |  |  |  |  | 5,5   | 35º  |

| 1991 | Classe | Moto   |   |   |     |   |   |     |   |   |   |     |   |   |   |   |   |  | Punti | Pos. |
| ---- | ------ | ------ | - | - | --- | - | - | --- | - | - | - | --- | - | - | - | - | - |  | ----- | ---- |
| 1991 | 500    | Yamaha | 4 | 3 | Rit | 2 | 2 | Rit | 9 | 5 | 6 | Rit | 4 | 6 | 3 | 4 | 1 |  | 161   | 4º   |

| 1992 | Classe | Moto   |     |    |  |   |   |   |   |   |   |   |     |   |   |  |  |  | Punti | Pos. |
| ---- | ------ | ------ | --- | -- |  | - | - | - | - | - | - | - | --- | - | - |  |  |  | ----- | ---- |
| 1992 | 500    | Yamaha | Rit | NP |  | 5 | 3 | 5 | 5 | 2 | 7 | 3 | Rit | 2 | 1 |  |  |  | 102   | 3º   |

| 1993 | Classe | Moto   |  |  |  |  |  |  |  |  |  |  |   |   |   |     |  |  | Punti | Pos. |
| ---- | ------ | ------ |  |  |  |  |  |  |  |  |  |  | - | - | - | --- |  |  | ----- | ---- |
| 1993 | 500    | Cagiva |  |  |  |  |  |  |  |  |  |  | 4 | 4 | 1 | Rit |  |  | 51    | 11º  |

| 1994 | Classe | Moto   |   |   |   |   |   |    |   |     |   |   |     |   |   |   |  |  | Punti | Pos. |
| ---- | ------ | ------ | - | - | - | - | - | -- | - | --- | - | - | --- | - | - | - |  |  | ----- | ---- |
| 1994 | 500    | Cagiva | 1 | 2 | 9 | 3 | 5 | NP | 8 | Rit | 2 | 4 | Rit | 2 | 3 | 3 |  |  | 172   | 3º   |

| 1998 | Classe | Moto  |    |   |    |   |   |     |    |  |  |    |    |   |    |    |  |  | Punti | Pos. |
| ---- | ------ | ----- | -- | - | -- | - | - | --- | -- |  |  | -- | -- | - | -- | -- |  |  | ----- | ---- |
| 1998 | 500    | Honda | 13 | 5 | 11 | 5 | 4 | Rit | NP |  |  | 15 | 13 | 9 | 12 | 10 |  |  | 64    | 12º  |

| 1999 | Classe | Moto  |     |     |   |   |   |   |   |   |   |    |   |   |   |    |    |   | Punti | Pos. |
| ---- | ------ | ----- | --- | --- | - | - | - | - | - | - | - | -- | - | - | - | -- | -- | - | ----- | ---- |
| 1999 | 500    | Honda | Rit | Rit | 6 | 2 | 8 | 9 | 7 | 9 | 5 | 14 | 8 | 8 | 9 | 10 | 13 | 7 | 115   | 8º   |

| Legenda | 1º posto        | 2º posto            | 3º posto            | A punti      | Senza punti        | Grassetto – Pole position Corsivo – Giro più veloce |
| Legenda | Gara non valida | Non qual./Non part. | Ritirato/Non class. | Squalificato | '-' Dato non disp. | Grassetto – Pole position Corsivo – Giro più veloce |

### Campionato mondiale Superbike
| 1996 | Moto   |   |   |   |   |   |   |     |     |   |   |   |    |   |     |   |   |   |   |   |   |   |   |   |   |  |  | Punti | Pos. |
| ---- | ------ | - | - | - | - | - | - | --- | --- | - | - | - | -- | - | --- | - | - | - | - | - | - | - | - | - | - |  |  | ----- | ---- |
| 1996 | Ducati | 1 | 1 | 7 | 6 | 2 | 3 | Rit | Rit | 4 | 6 | 1 | 12 | 3 | Rit | 1 | 1 | 5 | 2 | 5 | 3 | 3 | 2 | 7 | 5 |  |  | 337   | 3º   |

| 1997 | Moto  |   |   |   |   |    |   |   |    |   |   |   |   |   |   |   |   |   |   |   |   |   |   |   |     |  |  | Punti | Pos. |
| ---- | ----- | - | - | - | - | -- | - | - | -- | - | - | - | - | - | - | - | - | - | - | - | - | - | - | - | --- |  |  | ----- | ---- |
| 1997 | Honda | 1 | 7 | 2 | 1 | 10 | 5 | 2 | 14 | 1 | 2 | 1 | 1 | 3 | 2 | 5 | 3 | 1 | 3 | 1 | 1 | 8 | 3 | 1 | Rit |  |  | 416   | 1º   |

| Legenda | 1º posto        | 2º posto            | 3º posto           | A punti      | Senza punti        | Grassetto – Pole position Corsivo – Giro più veloce |
| Legenda | Gara non valida | Non qual./Non part. | Ritirato/Non class | Squalificato | '-' Dato non disp. | Grassetto – Pole position Corsivo – Giro più veloce |